# Степанов Сергій Михайлович
Сергі́й Миха́йлович Степа́нов — підполковник Збройних Сил України, учасник російсько-української війни, який відзначився під час російського вторгнення в Україну в 2022 році.

## Життєпис
Станом на 2019 рік обіймав посаду старшого викладача кафедри водіння бойових машин та автомобілів факультету бойового застосування військ НАСВ імені гетьмана Петра Сагайдачного. В 2023 році обіймає посаду заступника начальника відділу комплектування 4-го прикордонного загону на Харківщині. Опікується набором добровольців про до "Гвардії наступу".

## Нагороди
- орден «За мужність» III ступеня (2022) — за особисту мужність і самовіддані дії, виявлені у захисті державного суверенітету та територіальної цілісності України, вірність військовій присязі.
- орден Данила Галицького (2023) — за особисту мужність і самовіддані дії, виявлені у захисті державного суверенітету та територіальної цілісності України, вірність військовій присязі
- Медаль «Захиснику України»[4]